# Stygamoebida
Stygamoebida – rząd ameb należących do supergrupy Amoebozoa w klasyfikacji Cavaliera-Smitha. Klasyfikacja Adla traktuje Stygamoebida jako klad.
Należą tutaj następujące rodziny i rodzaje według Cavalier-Smitha:
- Stygamoebidae Smirnov i Cavalier-Smith, 2011
  - Stygamoeba Sawyer, 1975
  - Vermistella

W klasyfikacji Adla wyróżniamy następujące rodzaje:
- Stygamoeba Sawyer, 1975
- Vermistella